# Johann Balthasar Hundeshagen
Johann Balthasar Hundeshagen (* 17. Februar 1734 in Kassel; † 22. Juni 1800 in Hanau) war ein deutscher Jurist und Historiker.

## Leben
Johann Balthasar Hundeshagen war der Sohn des Regimentschirurgen Johann Christian Hundeshagen (1692–1772) und dessen Ehefrau Anna Dorothea (geb. Winter).
Er besuchte das Pädagogium in Kassel und studierte anschließend vom Frühjahr 1752 bis September 1754 Rechtswissenschaften an der Universität Marburg; dort hörte er vor allem Vorlesungen bei Johann Georg Estor und Christoph Ludwig Hombergk (1709–1757) und bestand die für Advokaten an Obergerichten erforderliche Prüfung. Aufgrund einer Erkrankung seines Vaters, brach er eine Dissertation ab, die er für die Zulassung für ein Lehramt begonnen hatte und kehrte nach Kassel zurück und begann dort als Advokat tätig zu werden.
1761 wurde er als Professor der Rechte an die Hohe Landesschule nach Hanau berufen und ist dort von 1761 bis 1767 deren Rektor. Im Nebenamt übernahm er 1762 als Syndikus die Rechtsberatung beim Konsistorium der evangelisch-reformierten Kirche; 1767 erhielt er dazu den Titel eines Konsistorialassessors. Er bekam auch noch weiterhin einen Lehrauftrag für Geschichte an der Militärakademie von Wilhelm I.; nachdem er 1775 ernsthaft erkrankte, endete seine Lehrtätigkeit an der Hohen Landesschule. Er wurde zum Advocatus fisci ernannt und erhielt 1775 den Titel Hofgerichtsrat sowie das Angebot zu einer Spitzenposition bei der Regierung und dem Konsistorium von Neuwied, dass er jedoch ablehnte.
1780 wurden ihm die hanauischen Prozesse beim Reichskammergericht übertragen und 1798 erhielt er seine Ernennung zum Geheimen Regierungsrat.
Johann Balthasar Hundeshagen heiratete am 16. Mai 1769 Dorothea Charlotte, Tochter von Johann Nikolaus Stein, Kammerdiener von Wilhelm I.; seine Ehefrau war eine Schwester des Professors der Medizin Georg Wilhelm Stein, der auch Pate einiger seiner Kinder war. Gemeinsam hatten sie fünf Söhne und eine Tochter, die die Kindheit überlebten, von diesen sind namentlich bekannt:
- Christian Georg Hundeshagen (* 10. April 1770, † 14. Januar 1793), gefallen als Fähnrich im Regiment von Hanstein bei der Erstürmung von Frankfurt am Main;
- Ludwig Wilhelm Hundeshagen (* 27. Dezember 1777 in Hanau, † unbekannt);
- Johann Christian Hundeshagen (* 10. August 1783 in Hanau; † 10. Februar 1834 in Gießen), Forstwissenschaftler;
- Helfrich Bernhard Hundeshagen (* 18. September 1784 in Hanau; † 9. Oktober 1858 in Endenich), Kunsthistoriker, zuletzt geisteskrank in Endenich bei Bonn.

## Schriftstellerisches Wirken
Johann Balthasar Hundeshagen betätigte sich neben seiner juristischen Tätigkeit auch als historischer, geographischer und politischer Schriftsteller; dies wurde begünstigt durch sein freundschaftliches Verhältnis zum Bibliothekar Johan Arckenholtz und die Möglichkeit der Nutzung der landgräflichen Bibliothek. 1756 erschien seine erste Veröffentlichung, die sich mit der Trennung der Landgrafschaften Hessen und Thüringen beschäftigte.
In der Bibliothek befanden sich auch Materialien für die Beschreibung der Stadt Kassel, die der Justizrat Friedrich Groschuf (1701–1784) begonnen hatte, in Buchform zusammenzufassen, allerdings stockte das Vorhaben durch dessen Weggang und Hundeshagen erhielt den Auftrag, das Werk zu vollenden. Dieser fertigte zunächst einen kurzen Auszug zum Nutzen der Fremden. Durch den Eintritt des Siebenjährigen Krieges und den Tod des Landgrafen Wilhelm VIII.  musste er nach Hanau umziehen, hierdurch wurden die Arbeiten an dem Werk erheblich gestört, sodass die Kurzfassung zunächst nicht erscheinen konnte. 1766 befahl Friedrich II. dem Archivar, Bibliothekar und Direktor der Kunstsammlungen, Friedrich Christoph Schmincke, das Projekt fertigzustellen und 1767 erschien Versuch einer genauen und umständlichen Beschreibung der Hochfürstlich-hessischen Residenz- und Hauptstadt Kassel, ohne dass der Verfasser auf dem Titelblatt, sondern lediglich im Vorwort, erschien.
In der Zeit von 1778 bis 1785 war er auch Mitarbeiter des Hanauischen Magazins und veröffentlichte 1776 eine Abhandlung über die Hanauischen Jahresmessen, 1778 die Materialien zu einer Topographie der Stadt Hanau und 1781 die Abhandlung Etwas zur Geschichte des reichsständischen Postwesens in Deutschland.

## Schriften (Auswahl)
- Kurze Untersuchung der Trennung der Landgrafschaften Hessen und Thüringen. Kassel 1756.
- Der wahre Grund der wider die Pfachtsteigerung und Abkündigung der Güter ergangenen Landesgesetze in Teutschland. Hanau 1767.
- Etwas zur Geschichte des reichsständischen Postwesens in Deutschland. Erschienen in: Hanauisches Magazin vom Jahr 1781. S. 97 f.
- Geographische Beschreibung der Grafschaft Hanau-Münzenberg. Hanau 1782.